# Гевхерхан-султан (дочь Селима II)
Гевхерха́н-султа́н (тур. Gevherhan Sultan), также Гевхермулюк-султан (тур. Gevhermulük Sultan; 1544/1545 — после 1580) — дочь османского султана Селима II от его наложницы Нурбану Султан.

## Биография
Гевхерхан-cултан родилась в Конье по разным данным в 1544 или 1545 году (951 год Хиджры). Отцом её был будущий османский султан Селим II, матерью — наложница Нурбану.
Первым мужем Гевхерхан был Пияле-паша. Брак был заключён 1 августа 1562 года (хотя иногда ошибочно указывают, что свадьба состоялась в 1566 году). В браке с ним она родила шестерых детей, из которых только трое пережили младенчество: дочери Айше Атике Ханым-султан (1563—?, была замужем за Доганджибаши Фюлаге-агой) и Фатьма Ханым-султан, и сын Султанзаде Мехмед-бей (был санджакбеем Моры, в 1582 году — санджакбеем Герцеговины). В 1578 году Пиале-паша умер. После его смерти Гевхерхан-султан совершила хадж в 1579 году.
Вторым мужем Гевхерхан-султан стал Джеррах Мехмед-паша. Алдерсон датирует второе замужество Гевхерхан султан 1578 годом, Пирс считает, что свадьба была в том же году, что и обрезание шехзаде Мехмеда, племянника Гевхерхан-султан, выполненное Джеррахом-пашой, то есть в 1582. В Исламской энциклопедии брак датируется 1578 годом.
В 1582/83 году тогда ещё шехзаде Мехмеду, уезжавшему в санджак, Гевхерхан-султан и её муж, Джеррах-паша, подарили красивую боснийскую рабыню — Хандан-султан. Об этом писал в 1604 году баило Франческо Контарини в своём донесении.
Свидетельством того, что это не было забыто ни Мехмедом, ни самой Хандан-султан, является то, что второй муж Гевхерхан-султан стал великим визирем. Так же после смерти Мехмеда III в декабре 1603 года его сын и преемник Ахмед I с матерью выразили свою благодарность и уважение к Гевхерхан-султан, послав ей дары.
Предполагалось отблагодарить её вместе с мужем, но тот скончался. «Он послал тысячу цехинов и соболиный халат с множеством других подарков в знак благоволения султане, жене паши, поскольку в ней был исток удачи и величия, в котором в настоящее время он оказался». Поскольку Ахмеду не было четырнадцати лет, эти подарки были свидетельством благоволения валиде — Хандан-султан.

## Смерть
Гевхерхан-султан умерла в Стамбуле и была похоронена в тюрбе своего отца при мечети Ая-Софья. Точная дата смерти неизвестна. Алдерсон указывает только год рождения. По версии Йылмаза Озтуны, Гевхерхан-султан умерла предположительно в 1580 году. По версии Мехмеда Сюрейи, она умерла во время правления брата Мурада III (1574—1595). Точно известно, что её упоминали венецианские послы в своих донесениях, как живущую: Паоло Контарини в 1583, Джанфранко Морозини в 1585, Маттео Зане в 1594, баило Франческо Контарини 17 января 1604 года. Согласно реестру казначейства Топкапы она была жива 6 февраля 1604 года.

## Личность
Венецианский посол Джанфранко Морозини писал в 1585 году, что она «очень любима султаном, является доверенным лицом жены султана, женщина великого духа и высокой репутации».
Анонимное донесение, 1579 год: «Султана, жена Пиали, для удовольствия быть с мужем, открывала лицо в своём саду, идя на риск быть наказанной султаном».
Гевхерхан-султан была ценима и уважаема всеми султанами: братом, племянником, внучатым племянником. Её второй муж за три года вырос от аги янычар в 1579 году до визиря в 1582 — необычно быстрый взлёт. Реестр, хранящийся в архиве дворца Топкапы, дает подробную информацию о подарках, отправленных Ахмедом I своей большой семье сразу после его интронизации 27 декабря 1603 года. Гевхерхан-султан указана как получатель в качестве третьей женщины — члена семьи, сразу после бывшей валиде Сафие-султан и новой валиде — Хандан-султан и перед всеми остальными живыми сестрами и дочерями Мурада III и Мехмеда III — ясное указание её привилегированного положения. Позже, 6 февраля 1604 года, она снова появляется в реестре, на этот раз как единственная женщина — член семьи, кроме Хандан-султан, которая удостоена даров.

## В культуре
- В сериале «Великолепный век» роль взрослой Гевхерхан исполнила Элиф Ирем Оз[18].

## Комментарии
1. ↑  Озтуна считает, что это Бояли Мехмед-паша, третий визирь[1]
2. ↑  Согласно Алдерсону, вторым супругом Гевхерхан был некий Мехмед-паша, а Джеррах Мехмед-паша был женат на дочери Селима, имени которой не указывается[2].
3. ↑  «La presente Regina è di natione Bossinese, fu prima schiava di Mehemet Girà quando era Begleirbei della Grecia et poi donata per la sua gran bellezza a Sultan Mehemet quando andò al Sanzaccato di Amasia»
4. ↑  «[…] però essendo ella ricordevole di questo ha mandato a donare in segno di benivolentia mille cechini, et una veste di zebelini alla sultana moglie del prefato Bassà con molte offerte, come a quella che è stata origine della sua buona fortuna et della grandezza nella quale [al presente] si ritrova.»
5. ↑  «… имеет женою сестру Своего Господина, которая была женою Пияле-паши»[16].